# Abraxas: Book of Angels Volume 19
Abraxas: Book of Angels Volume 19 est un album de John Zorn joué par un groupe dirigé par Shanir Ezra Blumenkranz sorti en juillet 2012 sur le label Tzadik. Les compositions sont de John Zorn, les arrangements de Shanir Ezra Blumenkranz.

## Titres
| No  | Titre    | Durée |
| --- | -------- | ----- |
| 1.  | Domos    | 4:00  |
| 2.  | Tse'An   | 4:09  |
| 3.  | Nachmiel | 3:35  |
| 4.  | Yaasriel | 5:22  |
| 5.  | Muriel   | 3:27  |
| 6.  | Maspiel  | 5:51  |
| 7.  | Aupiel   | 3:44  |
| 8.  | Nahuriel | 4:57  |
| 9.  | Biztha   | 3:37  |
| 10. | Zaphiel  | 5:21  |

## Personnel
- Aram Bajakian - guitare
- Shanir Ezra Blumenkranz - guembri
- Kenny Grohowski - batterie
- Eyal Maoz - guitare